# Neopanorpa puripennis
Neopanorpa puripennis är en näbbsländeart som beskrevs av Chou, Wang in Chou, Wang, Lin och Tong 1988. Neopanorpa puripennis ingår i släktet Neopanorpa och familjen skorpionsländor. Inga underarter finns listade i Catalogue of Life.